# Ryōko Fujino
Pour les articles homonymes, voir Fujino.
Ryōko Fujino (藤野涼子, Fujino Ryōko), née le 2 février 2000 dans la préfecture de Kanagawa (Japon), est une actrice japonaise.

## Filmographie partielle

### Au cinéma
- 2015 : Soromon no gishō (ソロモンの偽証?) d'Izuru Narushima : Ryōko Fujino
- 2015 : Soromon no gishō: Kōhen saiban (ソロモンの偽証 後篇・裁判?) d'Izuru Narushima : Ryōko Fujino
- 2016 : Creepy (クリーピ, Kuriipii?) de Kiyoshi Kurosawa : Mio
- 2018 : Wachigaiya Itosato: Kyō onnatachi no Bakumatsu (輪違屋糸里 京女たちの幕末?) de Mikiya Kashima : Itosato
- 2019 : Kagefumi (影踏み?) de Tetsuo Shinohara : Hisako Anzai jeune

### À la télévision
- 2017 : Hiyokko (en) (ひよっこ?) : Toyoko Kanehira
- 2019 : Midnight Diner: Tokyo Stories (深夜食堂, Shinya shokudō?) (saison 2, épisode 7)
- 2021 : Seiten o tsuke (青天を衝け?) : Shibusawa Tei (Taiga drama)
- 2024 : Le Pays de Tanabata (七夕の国, Tanabata no kuni?) : Sachiko Higashimaru

## Distinctions

### Récompenses
- 2015 : révélation de l'année aux Hōchi Film Awards pour Soromon no gishō et Soromon no gishō: Kōhen saiban[1]
- 2015 : grand prix Sponichi du nouveau talent aux Prix du film Mainichi pour Soromon no gishō et Soromon no gishō: Kōhen saiban[2]
- 2016 : révélation de l'année aux Japan Academy Prize pour Soromon no gishō et Soromon no gishō: Kōhen saiban[3]
- 2016 : meilleur nouveau talent au Festival du film de Yokohama  pour Soromon no gishō et Soromon no gishō: Kōhen saiban[4]